# Sandalphon
Der Engel Sandalphon (hebräisch סנדלפון, griechisch Σανδαλφών), auch Sandalfon, wird in der jüdischen Mythologie als Zwillingsbruder Metatrons bezeichnet. Sein Name könnte für Metatron selbst stehen, da Metatron als das erste und höchste von Gott geschaffene Wesen galt.
Der amerikanische Dichter Longfellow preist ihn in seinem Gedicht Sandalphon als Engel des Gebets.
Einige Quellen setzen Sandalphon mit dem Propheten Elija gleich.
Erzengel Sandalphon ist eine mystische Figur, die in unterschiedlichen religiösen Traditionen eine zentrale Rolle spielt. Bekannt als der Engel des Gebets und der Musik, wird er in verschiedenen Kulturen verehrt, wobei seine Aufgaben und Erscheinungsformen variieren. Im Folgenden wird auf seine Bedeutung im Judentum, Christentum und anderen spirituellen Traditionen eingegangen.
Judentum
Im Judentum ist Sandalphon eine prominente Gestalt, die eng mit dem Engel Metatron verbunden ist. Er wird oft als dessen Zwillingsbruder beschrieben. In der jüdischen Mystik gilt Metatron als das höchste von Gott geschaffene Wesen, und einige Überlieferungen deuten darauf hin, dass Sandalphon möglicherweise eine andere Form Metatrons ist. Der Name Sandalphon selbst wird als „Bruder“ oder „Mitbruder“ übersetzt, was seine enge Verbindung zu Metatron und anderen Engelswesen verdeutlicht. Eine besondere Bedeutung hat Sandalphon als Engel des Gebets: Er nimmt die Gebete der Menschen entgegen und leitet sie direkt an Gott weiter. Zudem gibt es in der jüdischen Tradition eine starke Verbindung zwischen Sandalphon und dem Propheten Elija, der nach seinem Aufstieg in den Himmel selbst zu diesem Engel geworden sein soll.
Christentum
Im Christentum wird Sandalphon, ähnlich wie in der jüdischen Tradition, als Engel des Gebets und der Musik verehrt. Besonders in der christlichen Mystik wird er als Vermittler zwischen Himmel und Erde gesehen, der die Gebete der Gläubigen aufnimmt und sicherstellt, dass sie im göttlichen Plan Gehör finden. Der amerikanische Dichter Henry Wadsworth Longfellow pries Sandalphon in seinem Gedicht „Sandalphon“ als den Engel des Gebets. Christliche Gläubige rufen ihn oft an, um Unterstützung in Momenten der Meditation und des Gebets zu finden, da er als Hüter der spirituellen Kommunikation gilt.
Esoterische und spirituelle Traditionen
In esoterischen Traditionen und der modernen Spiritualität wird Sandalphon oft als Erzengel der Musik, Harmonie und Erdverbundenheit gesehen. Seine Verbindung zur Musik zeigt sich sowohl in der himmlischen Sphäre als auch auf der Erde. Für viele Menschen, die eine besondere Beziehung zur Musik haben, wird Sandalphon als Inspiration angesehen. Er kann in Klängen und Liedern erscheinen und Botschaften übermitteln, die den Menschen in ihrem spirituellen Weg leiten.
In der New-Age-Bewegung wird Sandalphon oft als der Erzengel angesehen, der die Wünsche der Menschen erfüllt. Er wird als bodenständige, aber mächtige Energie beschrieben, die den Menschen hilft, ihre tiefsten Wünsche in die Realität umzusetzen. Aufgrund seiner menschlichen Erfahrung – er soll als Mensch auf der Erde gelebt haben – wird er als Engel verstanden, der den Menschen besonders nahe ist und ihnen hilft, ihre spirituellen und weltlichen Ziele zu erreichen.